# Malvern Hills
Malvern Hills är en kulle i Storbritannien.   Den ligger i grevskapet Herefordshire och riksdelen England, i den södra delen av landet, 160 km väster om huvudstaden London. Toppen på Malvern Hills är 150 meter över havet. Arean är 12,0 kvadratkilometer.
Terrängen runt Malvern Hills är varierad. Runt Malvern Hills är det ganska tätbefolkat, med 93 invånare per kvadratkilometer. Närmaste större samhälle är Worcester, 14,7 km nordost om Malvern Hills. Trakten runt Malvern Hills består till största delen av jordbruksmark.